# Lithophane nigrescens
Lithophane nigrescens är en fjärilsart som beskrevs av Engel 1905. Lithophane nigrescens ingår i släktet Lithophane och familjen nattflyn. Inga underarter finns listade i Catalogue of Life.